# Wanasaba (plaats)
Wanasaba is een bestuurslaag in het regentschap Oost-Lombok van de provincie West-Nusa Tenggara, Indonesië. Wanasaba telt 14.992 inwoners (volkstelling 2010).